# Il codice del quattro
Il codice del quattro (The Rule of Four) è un romanzo scritto da Ian Caldwell e Dustin Thomason pubblicato nel 2004. Il libro ha ottenuto un grande successo in tutto il mondo.

## Trama
La storia gira intorno alle figure di Tom, Paul, Charlie e Gil, quattro studenti di Princeton ad un passo dalla laurea, amici e compagni di appartamento. Due di loro, Tom e Paul, tentano di risolvere i misteri contenuti in un libro risalente all'Umanesimo italiano, estremamente pregiato e misterioso, l'Hypnerotomachia Poliphili, pubblicato nel 1499 a Venezia sotto forma d'incunabolo; si tratta di una complessa opera allegorica scritta in un italiano molto particolare, frequentemente interrotto da citazioni in altre lingue e contenente neologismi creati dall'autore.
Tom si accorge di essere spesso disattento da quando è morto suo padre, che era un intimo amico di Richard Curry e Vincent Taft, i relatori della tesi di Paul. Taft in passato aveva preso le distanze da Curry e dal padre di Tom per portare avanti la ricerca per proprio conto, e aveva sviluppato una rivalità con i suoi colleghi nel tentativo di decodificare l'Hypnerotomachia. Per un colpo di fortuna, il padre di Tom aveva trovato una lettera, risalente ai tempi del Rinascimento, che si riferiva al probabile autore del libro, Francesco Colonna. Egli aveva anche scritto un libro, The Belladona Document, sul tema della lettera misteriosa, ma una critica negativa del suo rivale accademico condannò al declino la popolarità del libro così come la carriera dell'autore. Addirittura Taft avrebbe rubato un diario scritto da un contemporaneo di Colonna che Curry aveva scoperto. Tale diario, come Paul e Tom scoprirono successivamente, sarebbe stato d'aiuto nella decifrazione dell'elusiva Hypnerotomachia.
Alla fine, Paul scopre che la Hypnerotomachia contiene un gran numero di brani nascosti e cifrati, la soluzioni di ognuno dei quali rivela un indizio per quello successivo. Tuttavia, dopo averne risolti una catena, trova un testo che dice che non ci saranno più indizi e che dovrà decifrare da solo il resto del libro. Capisce che l'intero libro contiene un messaggio secondo un "codice del quattro",  cioè che comincia con una lettera, prosegue poi con un'altra lettera quattro righe più in basso, poi dieci colonne a destra, poi due righe verso l'alto, poi sei colonne a sinistra, ripetendosi. La sistemazione di questo testo nascosto lungo l'intero libro spiega la strana sintassi dell'Hypnerotomachia, l'uso di più lingue e i neologismi. Attraverso giorni di duro lavoro, Paul e Tom riescono a scovare una serie di enigmi, che risolveranno in seguito. L'applicazione del metodo del "codice del quattro" li rende capaci di mettere lentamente insieme pezzi di un oscuro segreto rinascimentale che è stato celato alla conoscenza umana per secoli.
L'autore dell'Hypnerotomachia Poliphili, Francesco Colonna, era un umanista a Firenze durante il Rinascimento. Era bramoso di conoscenza, libri, arte, e di ogni cosa che caratterizzava la cultura dell'epoca. La sua passione per le letterature greca e latina era immensa. Ma un monaco fanatico, Girolamo Savonarola, la pensava all'esatto contrario; ai suoi occhi Firenze si stava gradualmente tramutando in una città di liberi pensatori, che iniziavano a dimenticare Dio e a venerare la conoscenza. Appena conquistato il potere a Firenze, il Savonarola iniziò la pratica dell'infame falò delle vanità, consistente ne bruciare libri e opere d'arte che potessero contenere elementi blasfemi. Il Colonna non poteva sopportare questa pratica e affrontò Savonarola in persona in segno di protesta, solo per rimanerne deluso. Iniziò allora la costruzione di una grande cripta sotterranea per raccogliervi un gran numero di libri antichi e di opere d'arte, per salvarli e proteggerli dai seguaci del Savonarola. In un'occasione, per testimoniare la propria risolutezza, Francesco e due suoi seguaci attraversarono il fuoco infernale dei falò; come risultato, Francesco vi trovò fieramente la morte. Come si aspettava, la sua morte indignò la città contro il regime del Savonarola, che fu poi impiccato e arso sul rogo. Prima di morire, il Colonna aveva scritto l'Hypnerotomachia, nel suo tentativo di elevare l'umanesimo a scapito dei dogmi religiosi. Aveva mascherato il suo significato dietro una vicenda romantica, in apparenza innocente, sull'amore tra Poliphilo e Polia. Il titolo stesso Hypnerotomachia Poliphili significa  "Combattimento amoroso di Polifilo in sogno".
Viene anche alla luce il fatto che l'amico di Paul Bill Stein e il suo relatore di tesi Vincent Taft stavano cospirando per rubare il lavoro di Paul e spacciarsi per i suoi autori e per gli scopritori della cripta dei tesori. Per evitare che questo avvenga, sono uccisi da Richard Curry, ricco ma instabile benefattore di Paul.
In una lotta finale tra Tom, Gil e Paul da una parte e Richard Curry dall'altra, scoppia un incendio all'Ivy Club di Princeton del quale Gil è il presidente. Per salvarsi dal fuoco, Tom salta da una finestra ed è salvato dai pompieri, ma a quanto pare Paul rimane nell'edificio; di conseguenza, Tom e Gil pensano che debba essere morto nell'incendio con Curry.
Dopo cinque anni, Charlie è sposato e ha due figli ; Tom è ancora traumatizzato dagli eventi di quel giorno. È diventato un analista informatico e ha avuto una relazione senza successo con un'altra donna. Un giorno, riceve per posta un plico che contiene un'autentica (e sconosciuta) tela di Botticelli; il mittente corrisponde ad un indirizzo sconosciuto di Firenze. Tom capisce che l'indirizzo è un codice del suo amico perduto Paul Harris, che gli chiede di venire presto in Italia. La storia finisce con Tom che fa i bagagli e chiama al telefono Katie, dicendole che sta partendo per l'Italia e che desidera vederla al suo ritorno.

## Personaggi
- Thomas Corelli Sullivan detto Tom: narratore della storia, è il figlio di un professore che ha dedicato la sua vita alla Hypnerotomachia Poliphili.  Lungo tutto il romanzo è lacerato tra la fascinazione del libro e il tentativo di liberarsi dall'ossessione che ha tracciato un solco tra i suoi genitori e adesso sta mettendo discordia tra lui e la sua ragazza. Katie Marchand.
- Paul Harris: giovane studioso che sta scrivendo la sua tesi di laurea sulla Hypnerotomachia Poliphili e ha passato tutti e quattro i suoi anni di università a studiare il libro; ora si sente sul punto di risolverne il mistero.
- Charlie e Gil: coinquilini dei precedenti, sono personaggi di contorno per il progetto di Tom e di Paul.
- Katie Marchand: fidanzata di Tom

## Critica
Il romanzo è stato ben accolto dai critici, con la New York Times Book Review che l'ha chiamato «il definitivo libro di rompicapi», e diversi altri che l'hanno paragonato positivamente al Codice da Vinci.

## Edizioni
- Ian Caldwell, Dustin Thomason, Il codice del quattro, traduzione di Isa Vaj, Casale Monferrato, Piemme, 2004,  p. 366, ISBN 88-384-8530-5.
- Ian Caldwell, Dustin Thomason, Il codice del quattro, traduzione di Isa Vaj, Milano, Mondolibri, 2005,  p. 366.
- Ian Caldwell, Dustin Thomason, Il codice del quattro, traduzione di Isa Vaj, edizione allegata al quotidiano la Repubblica, La biblioteca di Repubblica. Codice mistero 5, Roma, 2005,  p. 375.
- Ian Caldwell, Dustin Thomason, Il codice del quattro, traduzione di Isa Vaj, Mini Pocket, Casale Monferrato, Piemme, 2006,  p. 461, ISBN 88-384-8575-5.
- Ian Caldwell, Dustin Thomason, Il codice del quattro, traduzione di Isa Vaj, Bestseller 3, Casale Monferrato, Piemme, 2007,  p. 413, ISBN 978-88-384-8988-4.